# 孔副獅子魚
孔副獅子魚，為輻鰭魚綱鮋形目杜父魚亞目獅子魚科的其中一種，分布於南冰洋象島海域，棲息深度332-374公尺，體長可達8.5公分，為深海底棲性魚類，屬肉食性，生活習性不明。

## 擴展閱讀
維基物種上的相關：孔副獅子魚